# Sonapur (distrikt)
Subarnapur är ett distrikt i Indien.   Det ligger i delstaten Odisha, i den centrala delen av landet, 1 100 km sydost om huvudstaden New Delhi.